# Tracey Ullman
Tracey Ullman (Slough, 30 dicembre 1959) è un'attrice e cantante britannica naturalizzata statunitense.

## Biografia
Era figlia del solicitor Antony Ullman e Doreen Skinner. Vedova dell'attore Allan McKeown (morto nel 2013 per un cancro alla prostata), ha con lui avuto due figli, Mabel (1986) e John (1991).

## Filmografia

### Attrice

#### Cinema
- The Young Visiters, regia di James Hill (1984)
- Broad Street (Give My Regards to Broad Street), regia di Peter Webb (1984)
- Plenty, regia di Fred Schepisi (1985)
- Jumpin' Jack Flash, regia di Penny Marshall (1986)
- Ti amerò... fino ad ammazzarti (I Love You to Death), regia di Lawrence Kasdan (1990)
- Robin Hood - Un uomo in calzamaglia (Robin Hood: Men in Tights), regia di Mel Brooks (1993)
- Verso il paradiso (Household Saints), regia di Nancy Savoca (1993)
- Una figlia in carriera (I'll Do Anything), regia di James L. Brooks (1994)
- Pallottole su Broadway (Bullets Over Broadway), regia di Woody Allen (1994)
- Prêt-à-Porter, regia di Robert Altman (1994)
- Panic, regia di Henry Bromell (2000)
- Criminali da strapazzo (Small Time Crooks), regia di Woody Allen (2000)
- A Dirty Shame, regia di John Waters (2004)
- 2 Young 4 Me - Un fidanzato per mamma (I Could Never Be Your Woman), regia di Amy Heckerling (2007)
- Into the Woods, regia di Rob Marshall (2014)
- The Prom, regia di Ryan Murphy (2020)
- Steve, regia di Tim Mielants (2025)

#### Televisione
- The Tracey Ullman Show – programma TV (1987-1990)
- Love & War – serie TV, 1 episodio (1993)
- Ally McBeal – serie TV, 5 episodi (1998-1999)
- Will & Grace – serie TV, episodio 6x14 (2004)
- C'era una volta una principessa (Once Upon a Mattress), regia di Kathleen Marshall – film TV (2005)
- How I Met Your Mother – serie TV, 2 episodi (2014)
- Casa Howard (Howards End) – miniserie TV, 4 puntate (2017)
- Mrs. America – miniserie TV (2020)

### Doppiatrice
- Fulminella in Biancaneve - E vissero felici e contenti
- Nell Van Dort/Hildegarde in La sposa cadavere
- Signorina Birdwell in Le follie di Kronk
- Maia in Le avventure del topino Despereaux
- Emily Winthrop/Mrs. Winfield in I Simpson

## Doppiatrici italiane
Nelle versioni in italiano dei suoi film, Tracey Ullman è stata doppiata da:
- Anna Rita Pasanisi in Plenty, Ti amerò... fino ad ammazzarti, Una figlia in carriera, Mrs. America
- Stefanella Marrama in Robin Hood - Un uomo in calzamaglia, The Prom
- Antonella Giannini in Panic, Will & Grace
- Alessandra Korompay in Prét-à-Porter
- Aurora Cancian in The Queen - La regina
- Cristiana Lionello in Criminali da strapazzo
- Ludovica Modugno in 2 Young 4 Me - Un fidanzato per mamma
- Paola Della Pasqua in Ally McBeal
- Tiziana Avarista in C'era una volta una principessa[1]
- Chiara Salerno in Into the Woods
- Cinzia Massironi in How I Met Your Mother
- Lorenza Biella in Casa Howard

Da doppiatrice è sostituita da:
- Rossella Acerbo in Biancaneve - E vissero felici e contenti
- Lorenza Biella in La sposa cadavere (Nell Van Dort), I Simpson
- Graziella Polesinanti in La sposa cadavere (Hildegarde), Onward - Oltre la magia
- Antonella Rendina in Le follie di Kronk
- Domitilla D'Amico in Le avventure del topino Despereaux

## Discografia

### Singoli
- 1983 – Breakway
- 1983 – I Don’t Want Our Loving To Die
- 1983 – They Don’t Know
- 1984 – Bobby’s Girl